# Jättegröe
Jättegröe (Glyceria maxima) är en växtart i familjen gräs.
Jättegröe hör egentligen hemma i Östeuropa men har spritt sig till stora delar av Europa och Nordamerika som foderväxt. Carl von Linné var initiativtagare till att arten ifördes i Uppsalatrakten. I Nordamerika har arten blivit ett besvärligt ogräs som skadar våtmarker genom att konkurrera ut annan grönska.
Synonymer 
- Kasevija Glyceria aquatica
- Källgräs Catabrosa aquatica

1. ↑  Europeiska kulturlandskap - Hur människan format Europas natur, Urban Emauelsson., 2009. s. 76
2. ↑  ”Checklista över Nordens kärlväxter”. Arkiverad från originalet den 20 april 2005. https://web.archive.org/web/20050420114147/http://www2.nrm.se/fbo/chk/. Läst 26 maj 2008.